# Irlands bosættelse
|  | Artiklen indgår i en serie om Irlands historie |
Bosættelserne (en. plantations) i det 16.- og 17. århundredes Irland foregik efter konfiskering af de gæliske klaner samt de hiberno-normanniske dynastiers jord og foregik hovedsagelig i Munster og Ulster. Jordområderne blev skænket til "bosættere" (planters) fra Storbritannien af den engelske krone. Bosættelserne tog deres begyndelse under Henrik VIII og fortsatte under Mary I og Elizabeth. De accelererede under James I, Charles I og Oliver Cromwell. 
De tidlige bosættelser i det 16. årh. stræbte efter at være små, eksemplariske kolonier. De senere bosættelser var derimod helt anderledes aggressive og var funderet på massive konfiskationer af jord fra irske jordejere og en herefter følgende masseindvandring fra England, Skotland og Wales.
Den sidste officielle bosættelse foregik under Oliver Cromwell i 1650´erne, da tusindvis af parlamentets soldater blev bosat i landet. Ud over bosættelserne fortsatte en heftig protestantisk migration til landet fra såvel Storbritannien som det europæiske fastland indtil langt ind i det 18. årh. 
Bosættelserne ændrede de demografiske forhold i Irland ved at skabe store samfund med en protestantisk og britisk identitet. Disse samfunds interesser kom til at stå i kraftig modsætning til de hidtidige indbyggere med deres irsk-katolske identitet. Den materielle og økonomiske virkelighed i det irske samfund blev også ændret dramatisk, da helt nye begreber for handel, ejerskab og ære blev introduceret. Disse ændringer sikrede de britiske protestanter deres førende status og dermed den britiske krones vedvarende magt over Irland i det 17. årh.

## Tidlig bosættelse
De første bosættelser i Irland foregik i forbindelse med Tudorslægtens generobring af Irland. Den engelske krones regering i Dublin havde intention om at anglificere landet samt inkorporere de gamle indfødte herskere i det engelske aristokrati. Irland skulle omdannes til en fredelig og pålidelig besiddelse uden risiko for oprør eller fremmed invasion. Bosættelserne var tænkt som et aktivt instrument i gennemførelsen af denne politik. 
I praksis indførte man to former for bosættelser i starten af det 16. årh. Den ene form for bosættelse var den eksemplariske bosættelse, hvor små engelske kolonier skulle danne model for landbrug med henblik på, at irske bønder kunne kopiere teknikkerne. Et eksempel på en sådan koloni var Kerrycruihy tæt ved Cork der i 1560´erne blev anlagt på jord bortforpagtet af desmondjarlerne.
Men det var den anden form, som blev den fremherskende for den fremtidige engelske politik i Irland. Den var i sin natur straffende, da den gav jord fra irske oprørere videre til britiske bosættere. Det første af disse projekter var bosættelserne af King´s County (Kongens grevskab, i dag Offaly) og Queen´s County (Dronningens grevskab i dag Laois), der blev opkaldt efter de to katolske regenter Philip og Mary. Områderne havde igennem århundreder angrebet og plyndret det engelskdominerede Pale med Dublin hvor klanerne O´Connor og O´Moore. Den engelske gesandt i landet beordrede, at de skulle bortvises, og at områderne skulle bosættes af engelske protestanter. Bosættelsen var dog ingen større succes. I 1578 lykkedes det endeligt englænderne at undertvinge den tvangsforflyttede O´Connorklan ved at massakrere de ledende familier ved Mullaghmost, Laois, da de var inviteret til fredssamtale. Rory Óg Ó Moore, lederen af opstanden i området blev også fanget og myrdet senere dette år. Voldsspiralen i området betød, at myndighederne havde problemer med at tiltrække nye bosættere til området, og at bosættelserne endte med at klase sig sammen bag små fæstninger. 
En anden mislykket bosættelse forekom i det østlige Ulster i 1570´erne. Den østlige del af provinsen (befolket af klanerne MacDonnell og Clandeboye O´Neills) var udset til at blive koloniseret med engelske bosættere for at putte en kile ind som barriere mellem de gæliske klaner i Skotland og Irland og for at stoppe strømmen af skotske kræmmere til Irland. Erobringen af det østlige Ulster var blevet lagt i hænderne på jarlen af Essex og Sir Thomas Smith. Den store O´Neill-høvding, Turlough Luineach O´Neill frygtede et engelsk brohoved i Ulster og sendte derfor hjælp til sine slægtninge af Clandeboye-grenen. Macdonnells-klanen fra Antrim, styret af Sorley Boy Macdonnell, var også i stand til at få forstærkning fra hans slægtninge på de Ydre Hebrider og fra Højlandet i Skotland. Bosættelserne udartede sig i en række af grusomme overfald mod civilbefolkningen, inden de endeligt blev indstillet. I 1574 i Essex blev Brian MacPhelim O´Neill Clandeboye og 200 af hans slægtninge myrdet ved en festforestilling. I 1575 foretog Francis Drake (der siden skulle komme til at stå som den spanske armadas banemand, men på dette tidspunkt ansat under jarlen af Essex) en flådeaktion mod Rathlinøen, hvis højdepunkt var en massakre på 500 medlemmer af Macdonnell-klanen, ifølge Harry Kelsey: er Drakes rolle i massakren uafklaret. 
Det følgende år vaklede Elizabeth I umiddelbart i gennemførelsen af bosættelserne under indtryk af grusomhederne.
Bosættelse i Munster
Bosættelserne i Munster i 1580´erne var de første massebosættelser i Irland. Bosættelserne foregik som en straf for Desmondoprøret, da Fitzgerald-klanen som Desmondjarler gjorde modstand mod den engelske indblanding i Munster. Desmondklanen blev udslettet under det 2.Desmondoprør (1579-83) og dens jord blev efterfølgende konfiskeret. Det gav de engelske myndigheder en oplagt chance for at bosætte provinsen med kolonister fra England og Wales, hvor håbet var, at det kunne virke som et bolværk mod fremtidige opstande. I 1584 nedsatte Sir Valentine Brown – Besigtigelsesgeneral af Irland – en kommission, der skulle besigtige Munsters jord med henblik på tildeling til engelske jordejere (rige kolonister, der forpligtede sig til at importere engelske forpagtere af jorden). Jordejerne skulle sørge for at anlægge nye byer og sørge for forsvaret af de nybosatte områder.
Kommissionen regnede udover Fitzgeraldklanens jordområder (der var spredt udover nutidens grevskaber Cork, Kerry, Limerick og Tipperary) også områder fra klaner i det vestlige Cork og i Kerry, der havde støttet Desmondoprøret. Bosættelserne viste sig dog at foregå noget trægt, da den ledende klan i Cork og Kerry – MacCarthy Mór – hævdede, at Fitzgeraldklanen var deres underordnede, og at den inddragede jord i virkeligheden var deres jord. Derfor oplevede man flere jordstykker, der først blev givet til bosættere, for efterfølgende at blive givet tilbage, når indfødte herskere hævdede, at deres afhængige havde fået frataget jord.
Der var andre afsnit af bosættelsen, der var ligeså kaotiske. John Popham inviterede 70 forpagtere fra Somerset, kun for at finde ud af at jorden allerede var bosat af andre. Han var derefter forpligtet til at fragte forpagterne hjem på ny. Ikke desto mindre var 2000 blevet bosat i Munster. Håbet var, at bosættelserne kunne trække omkring 15.000 engelske forpagtere til området, men en rapport fra 1589 viste, at der ikke var kommet mere end 700. Det er dog blevet hævdet, at hver forpagter var ansvarlig for en husholdning på 4-5 personer, og at det egentlige antal derfor var væsentligt højere. Det ville bringe antallet op på omkring 4-5000, men stadig langt fra det planlagte antal på 15.000. 
Det var meningen, at bosættelserne i Munster skulle skabe bosættelser, der var tætte og forsvarlige, men det endte med, at engelske bosættere blev spredt ud i små lommer i provinsen, hvor som helst der foregik jordkonfiskationer. Til at begynde med fik jordejerne stillet en afdeling britiske soldater til rådighed til beskyttelse, men dette ophørte i 1590´erne. Det endte med, – med niårskrigens komme til Munster i 1598 – at de fleste af bosætterne forsvandt uden kamp. De tog tilflugt i provinsens befæstede byer eller flygtede tilbage til Irland. Hvorom alting er, så blev bosættelsen af provinsen påbegyndt under ledelse af George Carew, efter at opstanden var blev nedkæmpet i årene 1601-03 
Bosættelse i Ulster
Hovedartikel: Ulsters bosættelse
Før den erobring, som fulgte med 9-årskrigen i 1590´erne, var Ulster den mest gæliske del af Irland, og den eneste provins der var helt uden for engelsk kontrol. Krigen(1594-1603) endte med, at O´Neill- og O´Donnellklanerne overgav sig til den engelske krone, men det var alligevel en ydmygende og bekostelig affære for den engelske regering i Irland. Derudover var krigen en fiasko på kort sigt, da de betingelser, der blev pålagt oprørerne ved overgivelsen, var meget milde. De fik overdraget deres jord på ny, men for fremtiden blot under engelsk lov. Hvorom alting er, da Hugh O´Neill og de andre oprørske jarler forlod landet i 1607 for at søge spansk assistance til et nyt oprør (Jarlernes Flugt), udnyttede kongens repræsentant, Arthur Chichester, muligheden for at kolonisere provinsen og at kræve O´Neill, O´Donnell og deres medsammensvornes jord i pant. I begyndelsen planlagde Chichester bosættelser af en meget moderat karakter, hvor uddeling af jord til indfødte, gæliske ledere, der havde sympatiseret med englænderne under krigen, også kunnee forekomme. Denne plan blev imidlertid indstillet, efter at Cahir O´Doherty fra Donegal, der havde støttet englænderne, gjorde oprør, da han følte sig forfordelt ved landfordelingerne. Oprøret blev slået ned uden problemer, og O´Doherty henrettet, men det gav Chichester anledningen til at ekspropriere al indfødt, irsk jord i provinsen. 
I 1603 blev James VI af Skotland konge af England og forenede disse to kongeriger – og vandt ved samme lejlighed terræn i det irske kongerige i de områder, hvor englænderne dominerede. Bosættelserne i Ulster blev solgt til ham som samlet "britisk" spekulationssalg (Joint Venture) – det vil sige skotsk og engelsk – for at pacificere og civilisere Ulster. Halvdelen af bosætterne ville heraf blive skotter. Seks grevskaber indgik officielt i bosættelsen – Armagh, Fermanagh, Cavan, Londonderry, Donegal og Tyrone. 
Bosættelsesplanen bar to hovedideer i sig, den ene var ønsket om, at bosættelserne ikke kunne ødelægges af opstande som de første bosættelser i Munster. Det betød, at i stedet for at tildele bosættere jordlommer konfiskeret fra skyldige oprørere, konfiskerede man al jord i grevskaberne og gav da efterfølgende jorden tilbage, således at man taktisk kunne tildele bosætterne land omkring de større byer og befæstninger. Derudover blev det strengt forbudt for de nye jordejere at bortforpagte jorden til indfødte irere, men det skulle i stedet ske til lejere fra England og Skotland. De resterende irske jordejere fik tildelt en fjerdedel af jorden i Ulster, og den almindelige, irske befolkning blev placeret nær befæstninger (for at man kunne holde øje med dem) og tæt på protestantiske kirker. Endeligt var det forbudt for de protestantiske jordejere at videresælge til nogen irer.
Den anden hovedide, der lå bag bosættelsen, udsprang af forhandlinger mellem forskellige interessegrupper i England. Bosætterne var hovedsagelig forpligtere – rige mænd fra Skotland og England, der forpligtede sig til kun at forpagte jorden til skotske og engelske bønder. De fik hver tildelt 12 km², hvor minimum var 48 mænd, der minimalt inkluderede 20 familier bestående af engelsktalende protestanter. Alligevel fik veteraner fra krigen i Irland (kendt som "tjenere"), der havde tjent under Arthur Chichester, tildelt jord efter et effektivt stykke lobbyarbejde. De de tidlige officerer ikke kunne rejse kapital nok til at sponsorere koloniseringen, fik de økonomisk assistance fra bystyret i London (den finansielle sektor i London), og endvidere deres egen by (Derry, der officielt hedder Londonderry, men i hverdagssprog kaldes den Derry) samt jord. Den tredje og sidste store vinder på bosættelserne var den protestantiske kirke Irlands kirke, der fik alle kirker og jorder tidligere ejet af den romersk-katolske kirke. Ideen var, at gejstlige fra England og "the Pale" kunne få den indfødte befolkning til at konvertere til protestantisme.
Bosættelsen var en blandet succes. I 1630´erne var der 20.000 britiske mandlige bosættere i Ulster, hvilket betød, at det samlede antal af bosættere antagelig har været omkring 80.000. De dannede lokale befolkningsflertal i dalene ved Finn og Foyle (rundt omkring Derry og i det østlige Donegal) i det nordlige Armagh og det østlige Tyrone. Derudover havde der været intensive skotske bosættelser i det sydlige Antrim og i det nordlige Down sponsoreret af James Hamilton, 1.jarl af Abercorn. Og endelig var der en stor befolkningstilvækst i kolonierne, da næsten halvdelen af bosætterne var kvinder, en meget høj andel i forhold til de spanske bosættelser i Sydamerika og de engelske i Virginia og New England. 
Den irske befolkning blev dog hverken flyttet eller anglificeret. Bosætterne havde tilegnet sig den bedste jord og klumpede sig sammen omkring byerne og i de bedste jordområder. Det betød, at mange af de britiske bosættere var nødsaget til at bortforpagte jord til irske lejere i klar modsætning til betingelserne for bosættelserne. I 1609 havde Chichester deporteret 1300 tidligere irske soldater til en tjans som lejesoldater i den svenske hær. Provinsen vedblev dog at blive udsat for røverangreb (der kendtes under navnet "wood-kerne") med overfald på de sårbare nybyggere. Forsøget på at omvende irerne til gode protestanter var ingen succes. En af grundene hertil var, at de gejstlige udelukkende var engelsktalende, hvor den indfødte befolkning næsten alle var gælisktalende.

## Bosættelse under Stuartkongerne 1610-1641
Udover bosættelserne i Ulster foregik der flere andre mindre bosættelser under Stuartkongerne – James I og Charles I – i det tidlige 17. århundrede De første af disse fandt sted i den nordlige del af grevskabet Wexford i 1610, hvor man konfiskerede jord fra Macmurrough-Kavanaghklanen.
Da de fleste jordejende irske familier havde tilkæmpet sig deres jord ved magt i løbet af de foregående 400 år, var der næsten ingen, med undtagelse af de nytilflyttede englændere, der havde lovlige adkomstdokumenter på jorden. De der ikke var adkomstdokumenter på jorden, var de tvunget til at pantsætte en fjerdedels af den. Man brugte denne politik mod Kavanaghs i Wexford og efterfølgende mange andre til at nedlægge katolske, irske godser (specielt de gæliske) rundt om i landet. Efter at Wexford havde dannet præcedens fulgte andre bosættelser i Offaly, Laois, Longford, Leitrim og i det nordlige Tipperary. 
For at nævne et eksempel på denne politik. I 1621 krævede Kong James I sin ret af hele det øvre Ossory i Grevskabet Laois med godset Offerlane. James krævede kongelig arveret over de Clare familiens jorder efter en retslig udnersøgelse, der blev afholdt på Maryborough og oprettede en bosættelse i området i 1626. Baronen af Øvre Ossory, John Fitzpatrick, nægtede 
at afgive godset Castletown til bosættelse. I 1537 havde hans fjerne ane Brian MacGiollapadraig accepteret at overgive sin jord til Henrik VIII for efterfølgende at få den tilbage under titel af baron af Øvre Ossory. Efter John Fitzpatricks død i 1626 fortsatte hans søn Florence modstandskampen. Sagen endte med, at Fitzpatrick-baronerne alligevel måtte afstå en stor portion af jord. I Laois og Offaly havde bosættelsen været en kæde af befæstninger, men i det mere fredelige 17.årh. kunne man tiltrække såvel bønder og arbejdere til området. Også i Leinster tiltrak man i perioden prominente bosættere som Charles Coote, Adam Loftus og William Parsons. 
I Munster betød den fredelige start på det 17. århundrede ankomsten af tusindvis af bosættere fra England og Wales til provinsen. Området var præget af mange små bosættelser, da irske herskere var tvunget til at pantsætte en tredjedel af deres jord for at få den resterende del anerkendt af de engelske myndigheder. Bosættelserne blev koncentreret omkring byer på sydkysten – specielt i Cork, Kinsale og Youghal Bandon. Berømte engelske forpligtere var Walter Raleigh, Edmund Spenser og Richard Boyle 1.jarl af Cork. Sidstnævnte lavede store formuer på at købe store sammenhængende områder og omdanne dem til landbrugsjord og industriarealer. 
Den irsk-katolske overklasse var ude af stand til at stoppe den fortsatte bosættelse af landet, da på grund af deres religion var blevet udelukket fra offentlige stillinger. Fra 1615 havde katolikkerne endvidere mistet flertallet i det irske parlament, da man havde skabt såkaldte protestantiske valgkredse i bosatte områder, hvor flertallet var givet på forhånd. I 1625 lykkedes det midlertidigt at få sat bosættelserne i bero, da det irske parlament indvilligede i at betale for den engelske krig mod Frankrig og Spanien. 
Udover den officielle bosættelse ankom i tusindvis af individuelle bosættere fra Holland, Frankrig og Storbrittannien i det tidlige 17. århundrede. Mange af dem blev ledende forpagtere med mange irere under sig eller bosatte sig i byer, (primært Dublin), oftest som finans- eller bankfolk. I 1641 regnede man med, at der var 125.000 protestantiske bosættere i Irland, men de var stadig i undertal i størrelsesforholdet 15:1.
Bosættelse kom ikke på den politiske dagsorden, før Thomas Wentworth, en rådgiver for Charles I, tiltrådte hvervet som kongens stedfortræder i Irland i 1632. Wentworths job var at få flere penge og at cementere kongelig kontrol i Irland – hvilket kom til at betyde flere bosættelser, flere skattekroner fra Irland til England og ødelæggelsen af den resterende magtbastion, som den katolske lavadel endnu besad. Wentworth beslaglagde jord i Wicklow og planlagde en fuldstændig beslaglæggelse af al jord i Connacht – hvor alle katolske godsejere ville miste mellem halvdelen og en fjerdedel af deres jord. Lokale retsinstanser blev truet til at acceptere bosættelserne, og da en gruppe jordejere fra Connacht klagede til Charles I, fik Wentworth dem fængslet. I praksis blev det dog kun til bosættelser i grevskaberne Sligo og Roscommon. Det var efterfølgende Wentworths plan at fortsætte sine planer for bosættelse med inddragelse af katolske godsejeres jorder i Leinster, heriblandt også nogle af jorderne tilhørende det stærke Butler-dynasti. Wentworths planer blev dog forpurret, da bispekrigene brød ud i Skotland. Disse førte til, at det engelske parlament henrettede ham og senere førte til borgerkrig i England og Irland. Wentworths stadige angreb på katolske rettigheder var en af årsagerne til udbruddet af det Irske Oprør i 1641 og en af hovedårsagerne til, at oprøret blev støttet af Irlands rigeste og mægtigste katolske familier.

## Oprøret i 1641
se også irske oprør i 1641 og Irske Forbundskrige
Efter Irland havde haft et anspændt politisk klima i flere år, var landet ydermere præget af en dårlig høst i 1641. Dette fik Phelim O´Neill til at sætte et oprør i gang i oktober 1641, og han håbede, at grådigheden og utilfredsheden hos de katolske landejere var så stor, at de ville støtte op om det. Straks efter at oprøret var udbrudt, kogte den indestængte utilfredshed hos den indfødte, gæliske befolkning i Ulster over og udviklede sig til massakrer på flere bosætterkolonier. Bosætterkolonier blev angrebet af irske katolikker over alt i landet, men det gik specielt hektisk for sig i Ulster. Engelske skribenter fra samtiden satte antallet af ofre til at være over 100.000 og William Petty mente i sin analyse fra 1650´erne, at dødstallet var omkring 30.000. Mere nutidige undersøgelser, der baserer deres vurderinger på vidneudsagn fra protestantiske flygtninge i 1642, kommer frem til, at 4.000 mentes direkte dræbt, og op til 12.000 mistede livet som følge af epidemier og sult efter at have mistet deres hjem.
De irske katolikker dannede deres egen regering, det Irske Forbund, der skulle udkæmpe den kommende krig, og som blandt mange andre ting forhandlede med Charles I om at indstille bosættelserne på øen og delvist at begynde en ophævelse af de eksisterende bosættelser. De følgende 10 år blev præget af morderiske kampe mellem forskellige etniske og religiøse fraktioner, indtil de irske katolikker blev knækket, og Irland besat af den nyskabte hær under Cromwells erobring af Irland i årene 1649-53.
Ulster blev hårdest ramt af krigene med masser af dræbte og tvangsfordrivelser af civile. Grusomhederne, som begge parter i krigen havde begået, gravede grøfterne mellem bosættere og indfødte i provinsen endnu dybere. Selvom der kom fred til Ulster, var grøfterne, som bosættelserne og borgerkrigen havde skabt, så dybe, at man kan sige, at de stadig eksisterer i dag. 
Opstanden betød også, at bosættelsen i Munster blev midlertidigt ødelagt, ganske som den var blevet under 9-årskrigen (1594-1603). Munster oplevede 10 års krig mellem på den ene side bosættere og deres slægtninge og på den anden side indfødte irere. De etniske modsætninger var dog ikke så markante i området som i Ulster. Nogle af de tidlige engelske bosættere havde været katolikker, og de kæmpede sammen med irerne under kampene i 1640´erne. Omvendt var der irske adelsmænd, der var konverteret til protestantismen – mest bemærkelsesværdigt jarl Inchiquinn, der kæmpede sammen med bosætterne.

## Cromwells bosættelser
se også Cromwells erobring af Irland
Det irske forbund havde deponeret sit håb i en kongelig sejr i Krigen i de tre kongeriger, da deres plan var, at Charles I skulle belønne Irland for deres loyalitet og dermed være i stand til at kunne gennemtvinge deres krav – som inkluderede at tolerere katolicismen, irsk selvstyre og en afslutning på bosættelsespolitikken. Det gik dog anderledes, da Charles´ royalister led nederlag i borgerkrigen til Parlamentet, der stod under ledelse af Oliver Cromwell, der efterfølgende satte sig for at generobre Irland og straffe de ansvarlige for opstanden i 1641. Cromwell og hans nyskabte hær landede i Irland i 1649, og i 1652 var besættelsen næsten komplet gennemført. Den engelske regering vedtog efterfølgende nogle betingelser, der straffede katolikker og royalister i Irland, hvilket på ny betød store beslaglæggelser af katolsk jord. 
Cromwell anså alle katolske irere som medskyldige i opstanden i 1641 og ville behandle dem i forhold til deres medskyldighed – det betød, at man kunne forvente alt lige fra henrettelse til at få beslaglagt sin jord, uanset om man havde deltaget i krigen eller ej. Det lange parlament havde forpligtet sig til massebeslaglæggelser i Irland siden 1642, da det godkendte spekulantloven, der baserede sig på lån finansieret af beslaglæggelser af irske oprøreres land. Bosættelsesloven anno 1652 fastslog, at alle irske oprørere, der havde kæmpet mod parlamentstropperne, skulle miste al deres jord, og at de som ikke havde kæmpet, ville miste tre fjerdedele af jorden – som de ville få kompenseret ved jordlodder i Connacht, (som består af den mest ufrugtbare jord i det vestlige og nordlige Irland). Mange af de protestanter, der havde kæmpet med de royalistiske tropper, slap med bøder, og dermed var det kun den katolske, landejende klasse, der blev knust. Cromwell havde opnået det, som på mange måder var det logiske resultat af bosættelserne. 
Omfordelingen af jorden kunne praktisk støtte sig på det samlerarbejde, som blev skabt med den irske civile kortlægning fra 1654-55. Formålet var at sikre information om lokale forhold, typer, værdi og ejerskabsforhold i 1641 før udbruddet af det irske oprør i 1641. 27 grevskaber blev undersøgt, og alle blev underlagt en samlet analyse. I 1655-56 udarbejdede William Petty en kortlægning af den konfiskerede jord også kaldt Downanalysen.
Da Commonwealth var i økonomiske problemer efter de mange års krig, betalte man over 12.000 veteraner fra Cromwells nyskabte hær med jord i Irland i stedet for de lønninger, man ikke var i stand til at betale. Mange videresolgte deres jord, da de ikke ønskede at blive i det krigshærgede land, men omkring 7.500 soldater forblev i Irland. Veteranerne blev lovmæssigt pålagt at beholde deres våben i tilfælde af fremtidige opstande. Hvis man medregner de mange handlende spekulanter, valgte over 10.000 parlamentarister at leve deres liv i Irland efter krigene. Mange af dem var enlige mænd, der giftede sig med irske kvinder (selvom loven forbød dette). Derfor blev flere af Cromwells soldater integreret i det irske, katolske samfund. Tilsvarende bosatte titusindvis af skotske covenanters sig i Ulster efter at have været udstationeret som soldater under krigen. 
Nogle fra Parlamentet foreslog, at alle irere skulle deporteres til vest for Shannonfloden og erstattes med engelske bosættere. Det ville imidlertid have krævet i hundredtusindvis af villige bosættere i England, der var klar til at tage til Irland, og de fandtes simpelthen ikke. Derfor opstod der en herskende, protestantisk godsejerklasse med irske katolikker som fæstebønder under sig. Derudover var en lille minoritet af Cromwells folk kreditorer og/eller soldater. Mange af dem havde været bosættere før krigen og havde brugt krigen som springbræt til at tjene penge på konfiskeret gods. Før krigen havde katolikker siddet på 60% af jorden i Irland. Under Commonwealth kom det tal så langt ned som 8-9% for efter loven om tilbagegivelse af bosættelserne anno 1662 igen at stige til omkring 20%. 
I Ulster betød Cromwellperioden, at de jordejere, der havde overlevet den første bosættelse i Ulster, blev opslugt. I Munster og Leinster betød massebeslaglæggelserne af jord under Cromwells erobring af Irland, at engelske protestanter for første gang næsten kom til at sidde på al jord. Nutidige undersøgelser har vist, at selvom det indfødte, irske aristokrati blev undertrykt i denne periode, forsvandt de aldrig helt, og mange af dem fandt nicher inden for handel eller blev chef-forpagtere på deres fædrene jorder.

## Senere bosættelser
I den resterende del af det 17. århundrede forsøgte irske katolikker at få omstødt Cromwells bosættelseslove. De havde en kortvarig succes med foretagendet under James II og i de Vilhelminske Irlandskrige, men efter jakobinernes nederlag blev resultatet i stedet fornyede beslaglæggelser af katolikkernes jord i Irland. I 1680´erne og 1690´erne kom der endnu en stor bølge af bosættere til Irland, men det var dog ikke officielt planlagte bosættelser. Langt hovedparten af disse bosættere kom fra Skotland og flygtede fra en hungersnød, der havde ramt lavlandet i den sydlige del af Skotland, og incitamentet til at tage til Ulster var derfor nærliggende. Det var i disse år, at protestanter og folk med skotske aner (primært presbyterianere) kom til at udgøre størstedelen af befolkningen i Ulster. En anden stor gruppe, der kom til Irland i disse år, var de franske huguenotter der var blevet forvist fra Frankrig efter tilbagekaldelsen af Nantes-ediktet i 1685. Mange af huguenotterne var soldater, der havde kæmpet sammen med Vilhelm af Oranje under den Vilhelminske Irlandskrig. Disse folk bosatte sig primært i Dublin, hvor deres offentlige kirkegård stadig kan ses ved St. Stephens Green.

## Langsigtede konsekvenser
Bosættelserne havde en gennemgribende indvirkning på Irland på flere områder. Den første var, at man havde ødelagt den indfødte, herskende klasses privilegier og givet dem til den nye protestantiske magt, der bestod af britiske, protestantiske landejere(flest engelske). Deres stilling blev understøttet af straffelovene, der forbød katolikker (og til et vist omfang presbyterianere) i at deltage i politik og at eje jord. Denne klasses overherredømme over det irske samfund forblev uantastet indtil slutningen af det 18. århundrede, og det var dem, der i 1800 stemte for Unionsloven med briterne. 
Vore dages deling mellem Irland og Nordirland er på mange måder et resultat af bosættelsesmønstrene fra det 17. århundrede Efterkommere af de protestantiske, britiske bosættere er overvejende stemt for at bevare en forbindelse til Storbritannien, mens efterkommerne af indfødte irere går stærkt ind for irsk uafhængighed. I 1922 var unionister i flertal i 4 af de 9 grevskaber i Ulster, men ikke i de samme grevskaber, der blev udsat for bosættelse oprindeligt. I forlængelse af den anglo-irske traktat fra 1921 skabtes Nordirland, som blev en fortsat del af Det Forenede Kongerige. Den nye stat blev dog ved med at have et betragteligt, katolsk mindretal, hvoraf flere vedblev at kræve deres ret til landet, da deres slægter var blevet forvist fra jorden 300 år tidligere. Konflikten i Nordirland (en: the Troubles) er derfor på mange måder en fortsættelse af de problemer, som blev skabt under bosættelserne dengang. 
Bosættelserne havde også en enorm indflydelse kulturelt. Det engelske sprog erstattede det gæliske som handels- og magtsprog. I selve Irland var gælisk omkring 1700 det dominerende dagligdagssprog. Anderledes i såvel parlament, retsvæsen og handel. Her var engelsk sproget. I de næste par århundreder bevægede det irske sprog sig langsomt og indsnævrende vestpå, inden det næsten uddøde i forbindelse med den store hungersnød i 1840´erne. 
Endelig forandrede bosættelserne også markant Irlands økologiske og fysiske beskaffenhed. I 1600 var det meste af Irland domineret af skove på nær i tørveområderne. Det meste af befolkningen levede i små landsbyer, hvor de fleste flyttede flere gange i løbet af året for at finde nye græsgange til kvæget. I 1700 var det meste af Irlands oprindelige skove blevet kraftigt decimeret, da de nye bosættere havde udbyttet landet til formål som fx skibsbygning. Mange oprindelige dyrearter blev jaget, så de uddøde, eksempelvis ulven. De fleste af bosætterbefolkningen boede i byer, selvom de irske bønder fortsatte deres traditionelle praksis. Generelt blev alle irere integreret i markedsøkonomien, selvom mange af de fattige stadig ikke havde nogen penge. De betalte stadig deres skatter i form naturalier eller arbejdsydelser.